# Jeloguj
Jeloguj (rusky Елогуй) je řeka na západě Krasnojarského kraje v Rusku. Je dlouhá 464 km. Povodí řeky má rozlohu 25 100 km².

## Průběh toku
Vzniká soutokem Pravého a Levého Jeloguje na Obsko-jenisejském rozvodí. Protéká bažinatými lesy ve značně členitém korytě. Ústí zleva do Jeniseje.

## Vodní režim
Zdrojem vody jsou převážně sněhové srážky. Průměrný roční průtok vody u vesnice Kellog činí přibližně 150 m³/s. Nejvyšších vodních stavů dosahuje na jaře. Po zbytek roku je stav vody nízký, ale v létě a na podzim může také docházet k povodním. Zamrzá na konci října a rozmrzá v květnu.

## Využití
Vodní doprava je možná od Kellogu. Řeka je splavná pro vodáky.